# Isaia Toeava
Isaia Toeava (* 15. Januar 1986 in Moto'otua, Samoa) ist ein samoanischer Rugby-Union-Spieler. Auch bekannt als „Ice“, war er mit nur 19 Jahren und ohne jegliche Erfahrungen in der Super 14 oder im Air New Zealand Cup die Überraschung in der Auswahl der All Blacks bei ihrer Jahresendtour 2005, wo er sogar für ein Spiel eingewechselt wurde. Seine größten Stärken sind seine pure Geschwindigkeit und seine Fähigkeit, mehrere Positionen in der Hintermannschaft zu besetzen.
Seit seinem Debüt bei den All Blacks hat er im Profi-Rugby hauptsächlich auf der Position des Innendreiviertels gespielt. Er kann aber auch als Außendreiviertel und Schlussmann spielen. In seinen Jugendmannschaften kam er auch schon mal als Verbindungshalb zum Einsatz. Aktuell spielt er für Auckland im Air New Zealand Cup. In der Super 14-Saison 2006 spielte er für die Hurricanes und kam mit ihnen ins Finale, wo sie nur knapp den Crusaders unterlegen waren. Seit der Saison 2007 spielt Toeava für die Blues.
Er war ein wichtiger Bestandteil des Erfolges der Blues in der Super-14-Saison 2007, denn er erzielte vier Versuche und bereitete zahlreiche weitere Versuche von der Innendreiviertel-Position vor. Er wird weithin als der Stamm-Innendreiviertel (Nr. 13) für die All Blacks angesehen. Eine Position, die seit Tana Umagas Rücktritt von keinem Spieler komplett ausgefüllt werden konnte.
Toeava hat Neuseeland auch im Siebener-Rugby und in der neuseeländischen U-19 repräsentiert. Er wurde vom IRB als U-19 Spieler des Jahres 2005 ausgezeichnet.